# Apogonia minor
Apogonia minor är en skalbaggsart som beskrevs av Heller 1896. Apogonia minor ingår i släktet Apogonia och familjen Melolonthidae. Inga underarter finns listade i Catalogue of Life.